# Tenuibaetis parvipterus
Tenuibaetis parvipterus is een haft uit de familie Baetidae. De wetenschappelijke naam van de soort is voor het eerst geldig gepubliceerd in 2011 door Fujitani.
De soort komt voor in het Palearctisch gebied.